# Okrug Bratislava V
Bratislava V je okrug u slovačkom glavnom gradu Bratislavi i jedini okrug u zemlji koji se nalazi na desnoj strani Dunava. Ovaj okrug obuhvaća gradske četvrti Čunovo, Hrvatski Jandrof (Jarovce), Petržalka i Rosvar (Rusovce). 
Okrug graniči s Mađarskom na jugu i s Austrijom na zapadu. Unutar Slovačke graniči s okruzima Bratislava I, Bratislava II, Bratislava IV i Senec.
Na području okruga živi manja hrvatska zajednica. Sve do 1918. područje okruga bilo je dio ugarske Požunske i Mošonske županije u tadašnjoj Austro-Ugarskoj.

## Stanovništvo
| Godina:     | 1993.   | 2003.   | 2013.   | 2023.   |
| ----------- | ------- | ------- | ------- | ------- |
| Broj ljudi: | 131 142 | 119 649 | 111 021 | 122 048 |
| Razlika:    |         | -8,76 % | -7,21 % | +9,93 % |

| Godina:     | 2022.   | 2023.   |
| ----------- | ------- | ------- |
| Broj ljudi: | 122 348 | 122 048 |
| Razlika:    |         | -0,24 % |